# Luise Rainer
Luise Rainer (Düsseldorf, 12 gennaio 1910 – Londra, 30 dicembre 2014) è stata un'attrice tedesca.

## Biografia
Era la figlia di Heinrich Rainer e Emilie Königsberger, chiamati in famiglia "Heinz" (morto nel 1956) e "Emmy" (morta nel 1961). Luise Rainer è stata la prima (e la più giovane) interprete femminile a vincere due Oscar consecutivi come migliore attrice protagonista nel 1937 con Il paradiso delle fanciulle e nel 1938 con La buona terra, risultato che raggiungerà successivamente solo Katharine Hepburn, mentre fra gli uomini i soli Spencer Tracy e Tom Hanks.

### Alla MGM
Nata come attrice di teatro sotto l'egida di Max Reinhardt, ancora adolescente raggiunse la fama e debuttò sul grande schermo in produzioni tedesche. Un contratto di 7 anni con la MGM la allontanò tempestivamente dall'avanzare impetuoso del nazismo in Europa. Il suo esordio con la nota casa di produzione hollywoodiana avvenne nella commedia La modella mascherata (1935). Il suo co-protagonista William Powell notò il suo talento e la coppia venne nuovamente riunita nello sfavillante Il paradiso delle fanciulle (1936), dove interpreteranno Florenz Ziegfeld e la sua compagna Anna Held.
L'abilità nei numeri musicali e la nota "scena del telefono" (nella quale Anna Held chiama il suo ex marito Ziegfeld per congratularsi del suo nuovo matrimonio con un'altra attrice) consentirono a Luise Rainer di aggiudicarsi il suo primo Oscar, assegnatole nel 1937. L'anno successivo, sull'onda del successo, venne scritturata come protagonista, accanto a Paul Muni, di un'altra megaproduzione, La buona terra, tratto dall'omonimo romanzo di Pearl S. Buck, vincitore nel 1931 del Premio Pulitzer. L'attrice trionfò nel ruolo della contadina cinese O-Lan, e venne premiata con un secondo Oscar.

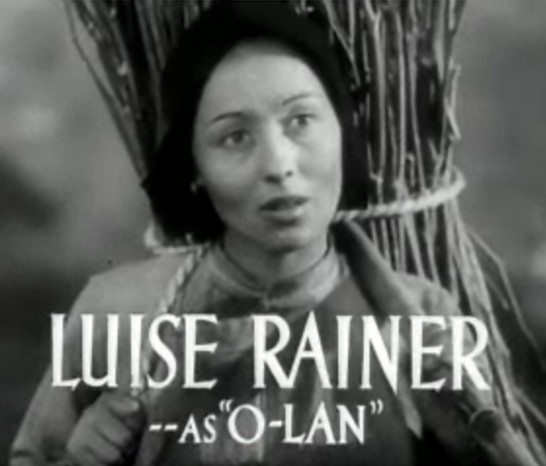
Luise Rainer ne La buona terra (1937)

Malgrado la popolarità e il successo, da quel momento in poi Louis B. Mayer, boss della MGM, si disinteressò della sua nuova stella, prendendola in considerazione solo per produzioni minori fino alla scadenza del contratto (1941), che non venne rinnovato. Dal 1949 la Rainer recitò sporadicamente per la televisione. Apparve in alcune edizioni della notte degli Oscar (come, ad esempio, nel 1987 e nel 2003), in occasione delle celebrazioni agli attori premiati in passato dall'Academy.
Fu sposata con il drammaturgo Clifford Odets dal 1937 al 1940 e con l'editore americano Robert Knittel, dal 1945 al 1989. Alla data del suo decesso, avvenuto a Londra nel dicembre 2014, all'età di 104 anni a seguito di una polmonite, risultava l'attrice vincitrice dell'Oscar più anziana ancora in vita.

## Filmografia
- Desiderio 202 (Sehnsucht 2o2), regia di Max Neufeld (1932)
- Madame hat Besuch, regia di Carl Boese (1932)
- Heut'kommt's drauf an, regia di Kurt Gerron (1933)
- La modella mascherata (Escapade), regia di Robert Z. Leonard (1935)
- Il paradiso delle fanciulle (The Great Ziegfeld), regia di Robert Z. Leonard (1936)
- La buona terra (The Good Earth), regia di Sidney Franklin (1937)
- I candelabri dello zar (The Emperor's Candlesticks), regia di George Fitzmaurice (1937)
- La grande città (Big City), regia di Frank Borzage (1937)
- Frou Frou (The Toy Wife), regia di Richard Thorpe (1938)
- Il grande valzer (The Great Waltz), regia di Julien Duvivier (1938)
- Passione ardente (Dramatic School), regia di Robert B. Sinclair (1938)
- Hostages, regia di Frank Tuttle (1943)
- By Candlelight (1949) - Film TV
- A Dancer, regia di Doris Totten Chase (Svizzera 1988) - Film TV
- Der erste Kuss, regia di Erik Ode (1954)
- The Gambler, regia di Károly Makk (1997)

## Teatro (parziale)
- Risveglio di primavera, di Frank Wedekind. Düsseldorfer Schausspielhaus di Düsseldorf (1926)
- La Pulzella d'Orléans, di Friedrich Schiller. Düsseldorfer Schausspielhaus di Düsseldorf (1927)
- Santa Giovanna, di George Bernard Shaw. Josefstadt Theatre di Vienna (1930)
- Peer Gynt, di Henrik Ibsen. Dumont Theatre di Düsseldorf (1930)
- Sei personaggi in cerca d'autore, di Luigi Pirandello. Tour tedesco (1934)
- Behold the Bride, di Jacques Deval. Palace Theatre di Manchester, Shaftesbury Theatre di Londra (1936)
- Santa Giovanna, di George Bernard Shaw. Civic Theatre di Washington (1940)
- Giovanna di Lorena, di Maxwell Anderson. Tour statunitense (1947), McCarter Theatre del New Jersey (1948), Ivar Theatre di Los Angeles (1951)
- Il gabbiano, di Anton Čechov. Brattle Theater di Boston (1949)
- Le piccole volpi, di Lillian Hellman. Josefstadt Theatre di Vienna (1957)

## Doppiatrici italiane
- Lydia Simoneschi in Il paradiso delle fanciulle, Passione ardente
- Fiorella Betti in La buona terra (ridoppiaggio)

## Riconoscimenti
- Premi Oscar 1937 – Oscar alla miglior attrice per Il paradiso delle fanciulle
- Premi Oscar 1938 – Oscar alla miglior attrice per La buona terra